# 試験にでる英単語
試験にでる英単語（しけんにでるえいたんご）とは、岩瀬順三が企画し、森一郎著で青春出版社から発行されている、昭和時代からの受験用英単語集のベストセラーである。通称「でる単」「しけ単」。
愛称について、青春出版社に関する記事が書かれた『噂の眞相』1980年2月号の記事では、「通称『でる単』と言われて10年来」と書かれているが、2003年の産経新聞には「関東では『デル単』、関西では『シケ単』と呼ばれる。青春出版社の当時の営業担当者によると、名古屋だけは『デル単』と『シケ単』が混在した地域だという。国立国語研究所の研究者も『呼び方の違いに何らかの法則があるか否かは分からない』と回答する。『デル単』の表記だが、なぜ『でる単』『しけ単』ではないのか。当時から、新聞等ではカタカナ表記が多いのだが、理由は分からない。きっと英語関係の本だからなのだろう。ちなみに著者の森は『デル単』と呼んでいた」と書かれている。しかし近年では『でる単』『しけ単』とひらがな表記の方が多いようである。

## 概要
1967年初版発行。後にKKベストセラーズを興した岩瀬順三が青春出版社の共同経営者兼編集長時代に企画した。2010年10月時点で累計で1500万部以上を発行している。別の記事によれば2011年8月時点で累計1488万部。
昭和30年代、著者の森が教鞭をとっていた東京都立日比谷高等学校は東大進学率で高い実績を挙げ、受験生の憧れの的であった。そのネームバリューも重なって全国の受験生の信頼を勝ち得た。

## 特徴
以前の受験用英単語集（旺文社の『豆単』など）は、『ソーンダイク式英単語統計表』に基づいて、米国の新聞（英語）などで使われる頻度の高い単語が掲載されていた。
また、『豆単』がそうであったように、収録語はアルファベット順で掲載されることが常であった。
しかし、大学受験に求められる語彙と日常生活で求められる語彙には隔たりがあり、また、学習効率からすればアルファベット順ではなく出題頻度順（ないしは受験における重要度の順）に掲載するほうが望ましい。
それらの点をふまえ、過去の試験問題を徹底調査し、同書によれば「最も重要な単語から順番に配列」して出版されたのが本書であった。

## 出版経緯
岩瀬と森が出会った経緯ははっきりしないが、岩瀬と森は『デル単』の前に二人で『試験にでる英語』を出版していた。だが、あまりパッとせず。そこで岩瀬が「二冊目は虎の子のプリントを出そう」と森を口説いた。『デル単』出版準備をしていた1966年頃、新宿紀伊國屋書店に近いマンモス喫茶「カトレア」でインテリくずれのような岩瀬と森が何度となく打ち合わせをしてた。岩瀬のそれは強引だったと見られ、森は一作目の前文に「強引、敏腕、誠実なる編集長岩瀬順三」と評し、謝辞を述べている。岩瀬は『デル単』編集中に青春出版社を飛び出したため、その後、岩瀬の名前は森の著作に登場しないが、岩瀬がいなければ『デル単』はなく、森の名声もなかった。森は岩瀬が他界した1986年5月18日から、奈良県の自宅書斎に岩瀬のポートレートを飾り始め、家族に「この人は人生最大の恩人なのだよ」と話したという。
森はある日、学校の廊下で生徒が落としたと見られる一枚の単語カードを拾った。表に「flourish」、裏に「振り回す」と書かれてあった。「振り回す」より先に「繁栄する」を覚えるべきだろう、と思い、これが受験英語に関心を持つきっかけとなった。森は明治時代からの大学入試英語を徹底的に分析。その結果、入試英語は知的抽象的な単語が多く、この出題傾向はほとんど変わっていないことを突き止めた。豆単を丸暗記してもまったく意味がない。そこで新たに入試の必須単語だけをまとめたプリントを作り始め、これが『デル単』に結実した。

## 編集状況
同書によれば 「明治35年以降、大正時代を経て 昭和50年の現在に至る約70年間の新制大学・旧制大学・旧制高等学校・旧制高等専門学校の入学試験問題を手元に揃え、十数年間にわたって独自の方法で分析調査し整理した結果でき上がったもの」ということである。また執筆当時コンピューターが日常的に使える時代ではなく、著者はこのデータ整理を全て手作業で行った。
執筆された時代を反映して（著者の世代を反映して）、前書きには「テレビのコマーシャルで見るように、夏の海辺でガール・フレンドとたわむれるのも青春のひとコマであるが、ひとり部屋に閉じこもって黙々と勉学するのもまた尊い青春の姿である。どちらが諸君の将来にとって真のカッコいい青春であるのか云々・・」といったやや古風な読者へのメッセージが掲載されていた。
のちに、多くの出版社から、同じような英単語集が多数出版されたが、この本は受験参考書界のベストセラーとして長く愛用され続けている。著者没後も改訂が続けられ、全盛期に比べると人気は衰えつつも、いまだに版を重ねている。
1975年に時事的な単語を6語追加。1997年には赤い暗記用シートが付いた。2003年にはCD付き、二色刷、赤い暗記用シート付きの版が発売された。
2011年時点での編集部のコメントによると、今後収録語を変更する予定は全くないという。
姉妹本に『試験にでる英熟語』がある。

## 評価
『噂の眞相』1980年2月号には「通称『でる単』と言われて10年来、受験生のなくてはならない受験新兵器となった『試験にでる英単語』。それまでは旺文社刊『赤尾の豆単』（『英語基本単語熟語集』）がもてはやされていたに関わらず、『でる単』は一挙に追撃して、学参ものの売れゆきトップの座に躍り出た。単なる豆単語辞典ではダメだったのである。受験生たちは、もはや、AからZまでのアルファベット順に並ぶ英単語の羅列だけでは満足しきれないほど焦り始めていたのである。そこで『試験にでる英単語』だ。とにもかくにも"試験に出る""これだけ覚えればもう安心"と言われたら不安な日々を送る受験生が飛びつかない方がおかしい。そうした心理的不安をくすぐると同時に内容もアルファベット順ではなかった。確かに覚えやすいし、整理をつけやすい。『赤尾の豆単』は巷から消え、代わって『でる単』が受験生必携の一冊となった。青春出版社は毎年、受験シーズンになる毎にベストセラー入りする『でる単』だけで、充分な収益を上げることが出来るという。受験に悩む生徒たちの『試験に出るものだけ勉強したい』という、合理的勉強法を求める素朴な気持ちをピシャリと一言で言い切った感のあるタイトルとオビ。通俗的なこと、元来どうでもよかったことを一言一句まで執着して対象読者にアピールする方法には、まさに一分のスキもないほどの売り込みに賭ける執念すら感じさせる」と書かれている。

## エピソード
青春出版社が森に支払っていた印税は定価の10％だったが、『デル単』がベストセラーになり始めた頃、他社が森の引き抜きを図ったことで、森が青春出版社に印税15％を要求して来た。当時の小沢和一青春出版社社長が森との交渉にあたり、印税10％はそのままで、著作は常に書店の目立つところに置く、などのVIP待遇で森の了承を得た。青春出版社は毎年一回、森の家族四人を海外旅行に招待し、最後は行き先がなくなる程、たくさんの国を訪れたという。